# Aloina calceolifolia
Aloina calceolifolia là một loài Rêu trong họ Pottiaceae. Loài này được (Spruce ex Mitt.) Broth. mô tả khoa học đầu tiên năm 1902.